# Niskie Taury

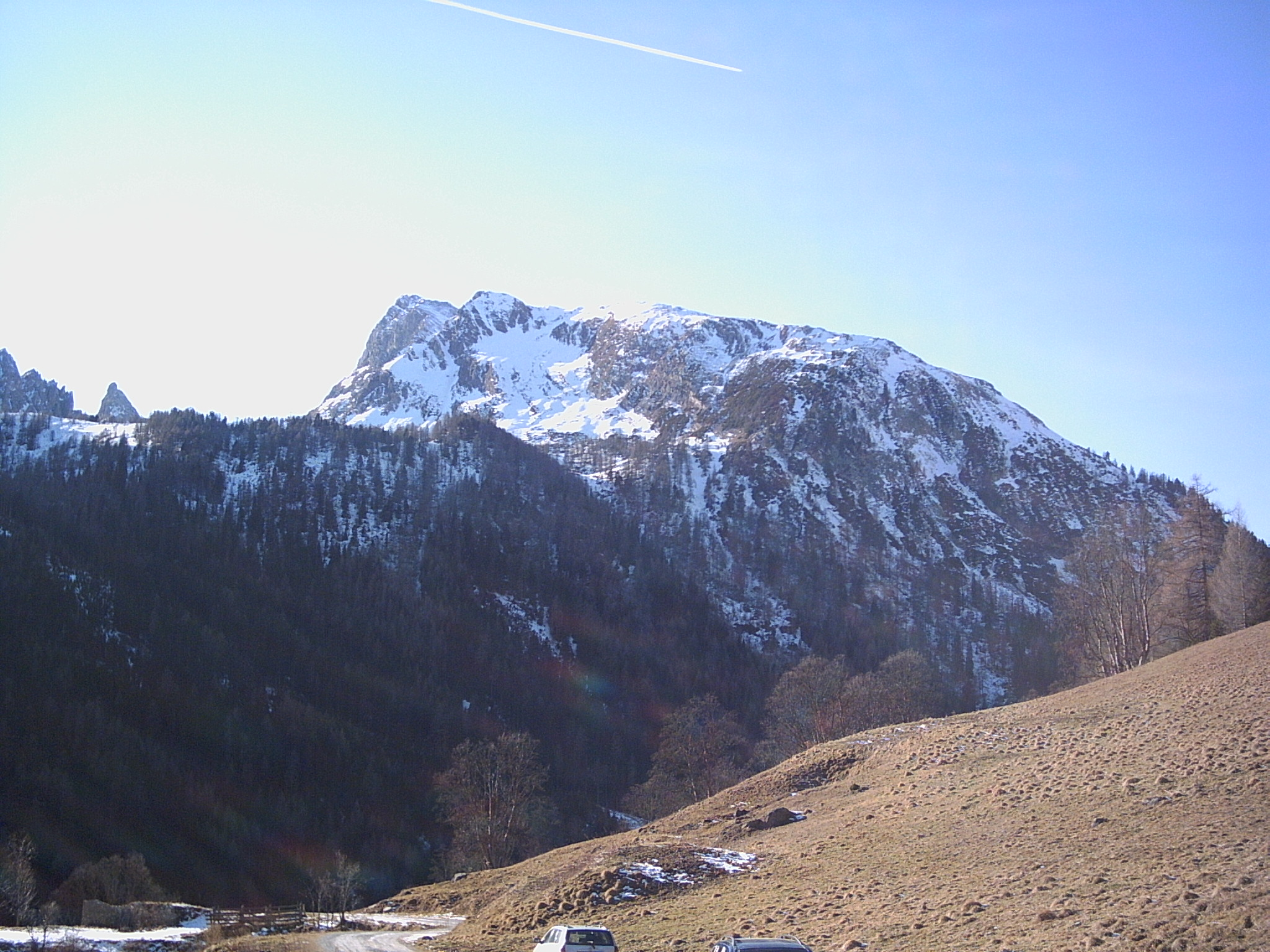
Weißeck

Niskie Taury (niem. Niedere Tauern) – pasmo górskie, część Alp Centralnych. Leży w centralnej Austrii w krajach związkowych Styria i Salzburg. Dzieli się na następujące części (w nawiasie najwyższy szczyt):
- Radstädter Tauern (Weißeck 2711 m n.p.m.)
- Schladminger Tauern (Hochgolling 2862 m n.p.m.)
- Rottenmanner und Wölzer Tauern (Rettlkirchspitze 2475 m n.p.m.)
- Seckauer Tauern (Geierhaupt 2417 m n.p.m.)

Najwyższym szczytem całego pasma jest Hochgolling znajdujący się w części Schladminger. Topograficznie Niskie Taury wydzielone są poprzez następujące doliny:
- Oberstes Murtal (od strony zachodniej)
- Ennstal (od strony północnej)
- Paltental (od strony wschodniej)
- Murtal (od strony południowej)

Obszar atrakcyjny turystycznie, także w zimie. Najważniejsze ośrodki turystyczne to między innymi: Obertauern, Schladming, Flachau i Wagrain.
Najważniejsze szczyty:
- Hochgolling (Schladminger), 2862 m
- Hochwildstelle (Schladminger), 2747 m
- Roteck (Schladminger), 2742 m
- Preber (Schladminger), 2740 m
- Kasereck (Schladminger), 2740 m
- Weißeck (Radstädter), 2711 m
- Waldhorn (Schladminger), 2702 m
- Hochfeind (Radstädter), 2687 m
- Deichselspitz (Schladminger), 2684 m
- Kieseck (Schladminger), 2681 m
- Mosermandl (Radstädter), 2680 m
- Elendberg (Schladminger), 2672 m
- Umlauter (Schladminger), 2664 m
- Zwerfenberg (Schladminger), 2642 m
- Greifenberg (Schladminger), 2618 m